# Ratepay
Ratepay ist ein deutscher Zahlungsdienstleister, spezialisiert auf Dienstleistungen wie Rechnungskauf, Lastschrift und Ratenkauf. Ratepay bietet Zahlungslösungen nach dem Buy-Now-Pay-Later-Prinzip und ist als Whitelabel-Service nur im Hintergrund auf Händler-Websites eingepflegt.

## Unternehmensgeschichte
Ratepay wurde 2009 von Alexis Giesen, Michael Röbbecke und Miriam Wohlfarth gegründet. 2010 übernahm die Otto Group 51 % des Startups, 2011 ging Ratepay mit den damals 14 Mitarbeitern vollständig in den Besitz von Otto über. Wohlfarth blieb Geschäftsführerin des Unternehmens, während die beiden Mitgründer Giesen und Röbbecke das Unternehmen bereits verlassen hatten. CEO wurde Jesper Wahrendorf, der zuvor für Otto gearbeitet hatte.
2015 schrieb Ratepay erstmals schwarze Zahlen. 2017 übernahm der Private-Equity-Investor Advent und Bain Ratepay von der Otto Group. Im selben Jahr erwirtschaftete das Unternehmen einen Jahresüberschuss von 2,4 Millionen Euro. 2018 konnte Ratepay 13,6 Millionen Transaktionen mit einem Gesamtvolumen von rund zwei Milliarden Euro abwickeln.
2019 erhielt Ratepay von der niederländischen NIBC Bank einen Kredit in Höhe von 83 Millionen Euro und konnte damit sein finanziertes Volumen auf 2 Mrd. Euro jährlich ausbauen.
Durch die Fusion von Concardis und Nets A/S gehörte Ratepay ab 2019 zur Nets-Gruppe, die wiederum im Sommer 2021 mit der italienischen Nexi fusionierte.
2020 stieß Nina Pütz als Geschäftsführerin zum Management-Team von Ratepay und ersetzte Wahrendorf.
Im Februar 2021 wurde bekannt, dass die Vereinigte Volksbank Raiffeisenbank Ratepay mit 200 Millionen Euro bei der Refinanzierung seines Ratengeschäftes unterstützen wird. Zur gleichen Zeit wurde Steven Lemm zum Chief Risk and Data Officer ernannt.
Im September 2021 wurde bekannt, dass Wohlfahrt das Unternehmen endgültig verließ, sie wurde durch Pütz ersetzt und Finanzchefin Sabrina Flunkert stieg ebenfalls in die Geschäftsführung auf.

## Dienstleistung
Ratepay bietet Händlern und Marktplätzen im deutschsprachigen Raum die Möglichkeit, die „Buy Now, Pay Later“ (BNPL) Zahlungsarten Rechnung, Ratenzahlung und Lastschrift als Zahlungsmethoden in ihren Onlineshop zu integrieren. Dabei übernimmt Ratepay das volle Betrugs- und Ausfallrisiko und unterstützt Händler über die gesamte Wertschöpfungskette von der Integrationshilfe bis zur Inkassoübergabe. Zentraler Bestandteil ist ein selbstlernendes Scoring und Risikomodell, das Betrüger identifizieren soll.

## Unternehmensstruktur
Ratepay hat über 280 Mitarbeiter und in der Geschäftsführung einen Frauenanteil von 60 %. 2019 wickelte das Unternehmen Transaktionen im Volumen von über 3 Milliarden Euro ab.